# 能動態
能動態（のうどうたい、英: active voice）とは、文の態のひとつ。
対応する受動態が存在する場合、能動と受動の対立のうちの標識の態を指す。初期生成文法の枠組みでは、核文に受動変換 (passivization) を適用したものが受動態の文であり、適用せずに表層形に写像したものが能動態の文となる。
日本語文の能動態文では、動詞の語幹に「られ」などが付かない。

## 例
- 太郎がパンを食べた。
日本語文の能動態文の例。対応する受動態文は「パンが太郎に食べられた。」
- The concert impressed Mary.
英語文の能動態文の例。対応する受動態文は「Mary was impressed by the concert.」